# 발린 케인
발린 케인(Valene Kane, 1987년 1월 30일 ~ )은 아일랜드의 배우이다.

## 출연 작품
- 프로필 (2018)
- 퀸 오브 아이스 (2018)
- 익스페트리어트 (2017)
- 써틴 (2016)
- 로그 원: 스타워즈 스토리 (2016)
- 71: 벨파스트의 눈물 (2014)
- 워 게임스: 앳 디 엔드 오브 더 데이 (2011)
- 꺼져가는 불빛 (2009)